# Njamyn Dżargalsajchan
Njamyn Dżargalsajchan (mong. Нямын Жаргалсайхан, ur. 24 sierpnia 1955) – mongolski zapaśnik walczący w stylu klasycznym. Olimpijczyk z Montrealu 1976, gdzie odpadł w eliminacjach w wadze koguciej (57 kg). Sklasyfikowany na szesnastym miejscu.
Na turnieju olimpijskim w 1976 roku przegrał obie walki, kolejno z Bułgarem Krasimirem Stefanowem (przez dyskwalifikację) i z Amerykaninem Joe Sade’em (na punkty).